# クラプトン (小惑星)
クラプトン(4305 Clapton)は、小惑星帯の小惑星である。1976年3月7日にハーバード大学天文台が発見した。イギリスの歌手エリック・クラプトンにちなんで命名された。